# Vääksy
Vääksy (föråldrat: Vägsjö) är en tätort och centralort i Asikkala i Päijänne-Tavastland. Den hade 4 936 invånare år 2013. 
Vääksy ligger på Andra Salpausselkä mellan sjöarna Vesijärvi och Päijänne. Vääksy kanal förbinder de här sjöarna i Vääksy.

## Befolkningsutveckling

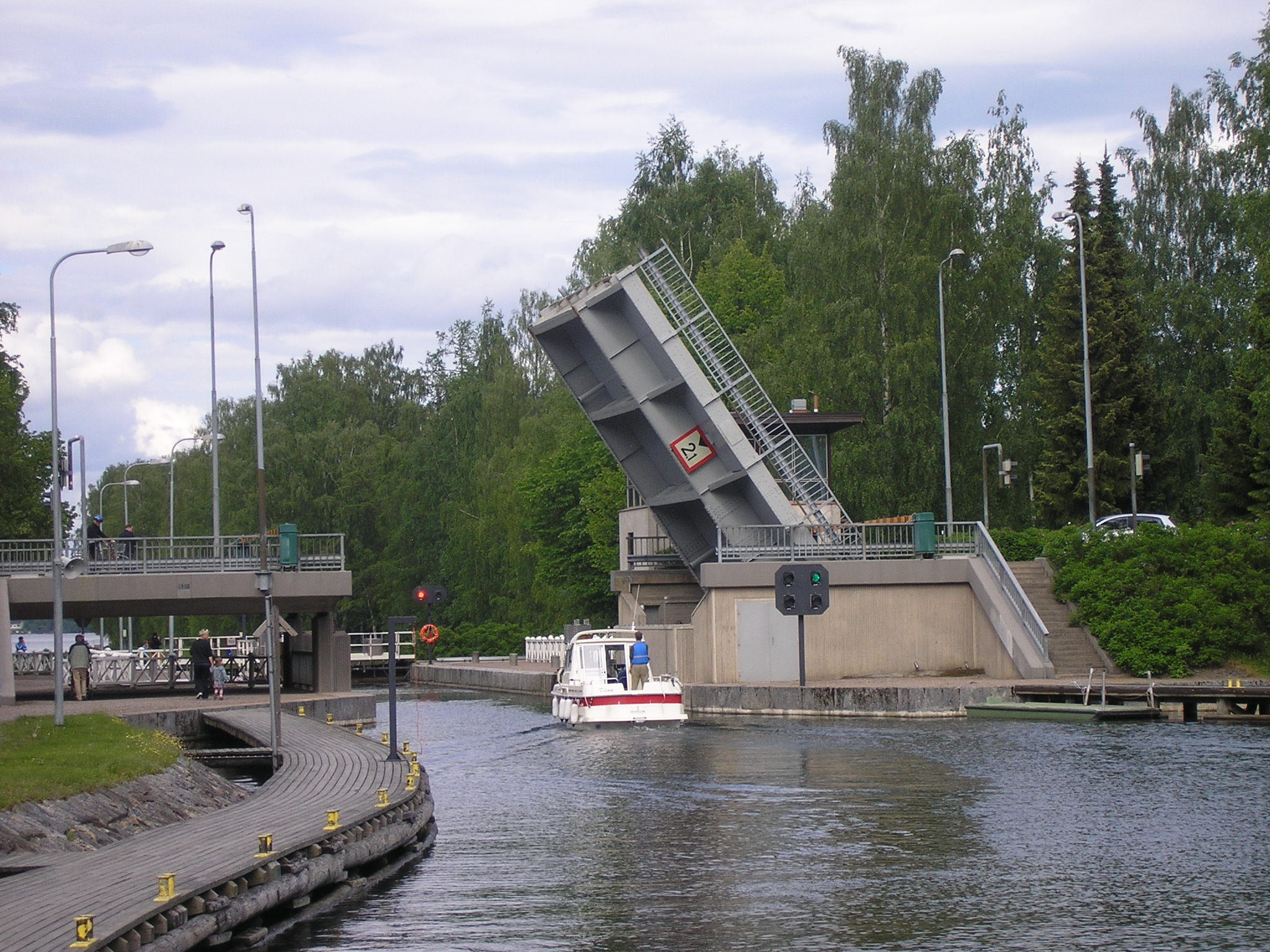
Vääksy kanal

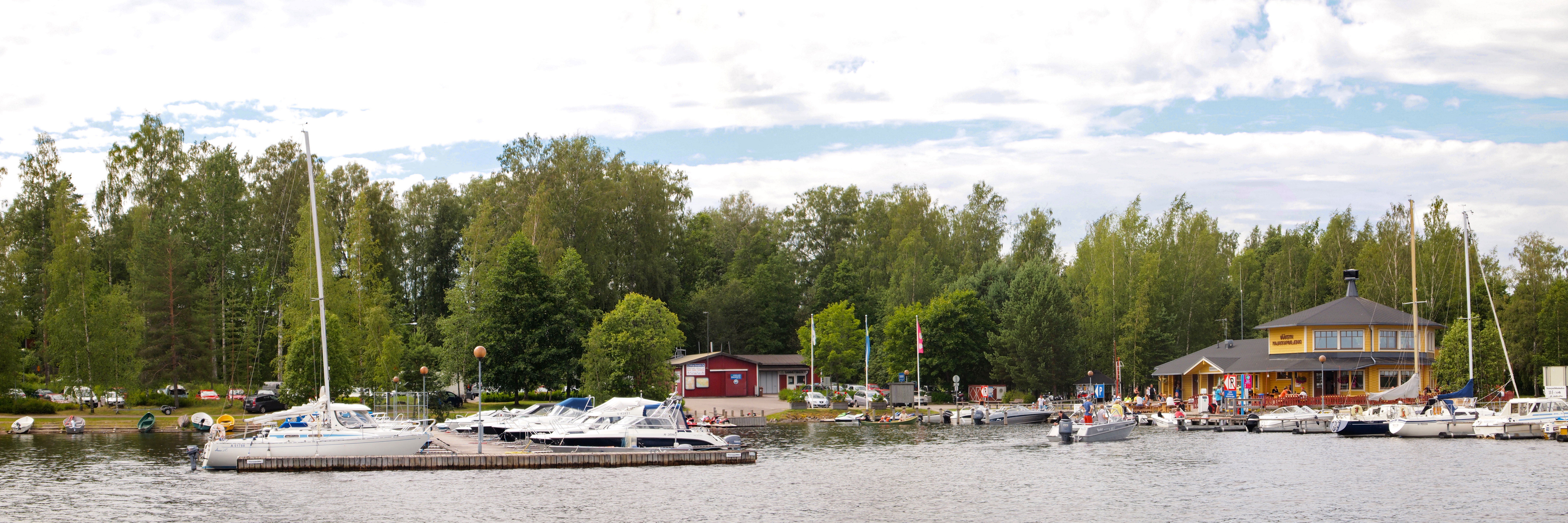
Hamnen i Vääksy

| Befolkningsutvecklingen i Vääksy 2011–2013 | Befolkningsutvecklingen i Vääksy 2011–2013 | Befolkningsutvecklingen i Vääksy 2011–2013 | Befolkningsutvecklingen i Vääksy 2011–2013 | Befolkningsutvecklingen i Vääksy 2011–2013 |
| ------------------------------------------ | ------------------------------------------ | ------------------------------------------ | ------------------------------------------ | ------------------------------------------ |
|                                            |                                            |                                            |                                            |                                            |
| År                                         |                                            |                                            | Folkmängd                                  |                                            |
| 2011                                       | 2011                                       |                                            | 4 998                                      |                                            |
| 2013                                       | 2013                                       |                                            | 4 936                                      |                                            |